# Bakuro-yokoyama (metropolitana di Tokyo)
La stazione di Bakuro-yokoyama (馬喰横山駅?, Bakuro-yokoyama-eki) è una stazione della metropolitana di Tokyo che si trova a Chiyoda. La stazione è servita dalla linea Shinjuku della Toei, ed è collegata con quelle di Bakurochō della JR East (linea Sōbu Rapida) e Higashi-Nihombashi della Toei (linea Asakusa).

## Struttura
La stazione è dotata di due banchine a isola che servono quattro binari, necessari per il passaggio dei treni espressi.